# Der Volksbote (Osijek)
Der Volksbote je bio hrvatski tjedni list na njemačkom koji je izlazio u Osijeku.

## Povijest
Prvi broj izašao je 6. ožujka 1927. godine. Izlazio je rano svake nedjelje.